# Ciro Sertorelli
Ciro Sertorelli (30 giugno 1962) è un ex sciatore alpino italiano.

## Biografia
Specialista delle prove tecniche originario di Bormio, Sertorelli vinse la medaglia d'argento nella combinata ai Campionati italiani nel 1983 e fece parte della nazionale italiana almeno fino alla stagione 1984-1985; non prese parte a rassegne olimpiche né ottenne piazzamenti in Coppa del Mondo o ai Campionati mondiali.

## Palmarès

### Campionati italiani
- 1 medaglia[4]:
  - 1 argento (combinata nel 1983)